# 北門郡

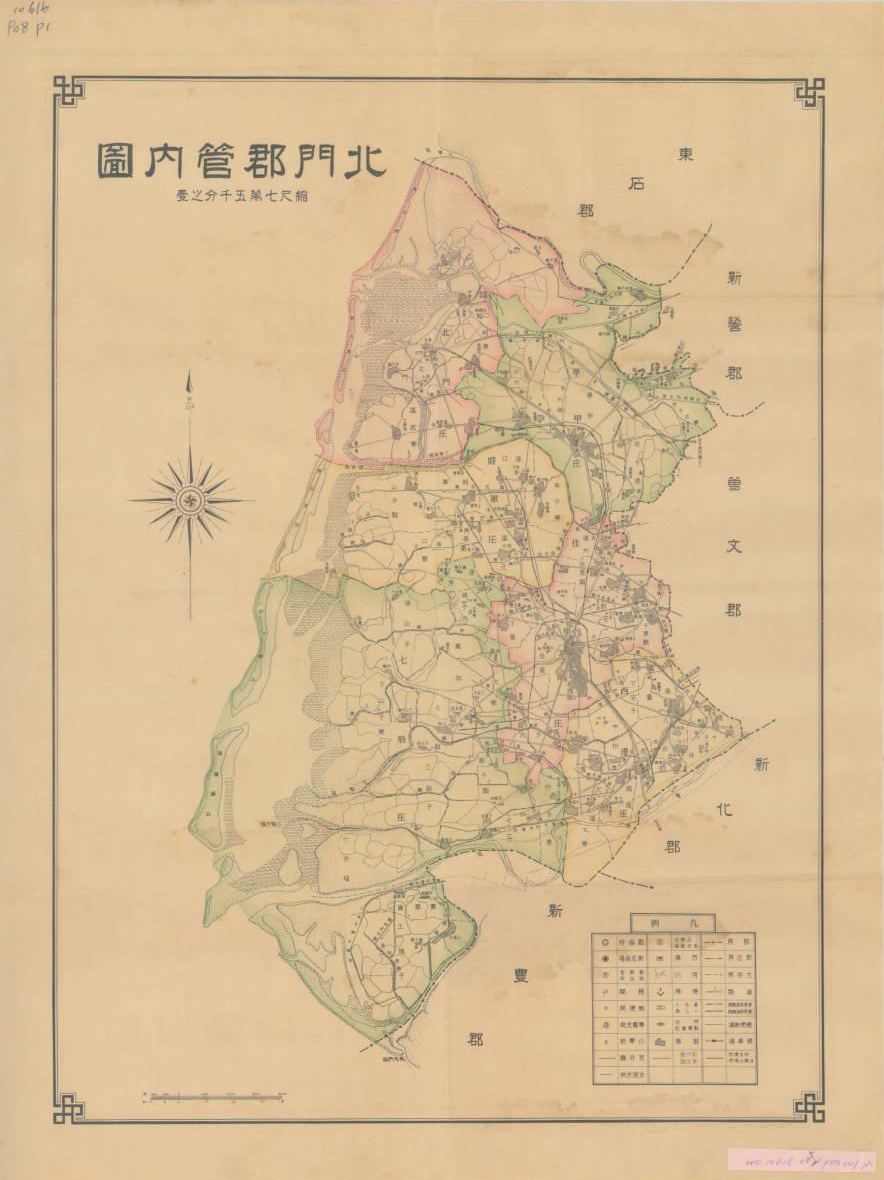
北門郡の地図

北門郡（ほくもんぐん）は、日本統治時代の台湾に存在した行政区画の一つであり、台南州に属した。

## 概要
1920年（大正9年）台南庁北門嶼支庁と蕭壠支庁が合併し成立した。
佳里街、西港庄、七股庄、将軍庄、北門庄、学甲庄の1街5庄を管轄し、郡役所は佳里街に置かれた。郡域は現在の台南市佳里区、学甲区、西港区、七股区、将軍区、北門区に当たる。
1945年3月に重慶国民政府が策定した台湾接管計画綱要地方政制により郡域を北門県とする案があったが、政制の廃止により計画は消滅した。

## 歴代首長

### 郡守
- 酒井正之[1]
- 小林章[2]
- 大村廉吉[3]
- 家村隼人[4]
- 江口幸市郎[5]
- 白仁宝一[6]：1935年3月[7] -
- 岸田実[8]
- 太田利雄[9]：1939年5月[10] -
- 平原浩哉[11]：1940年1月[12] -
- 綾部慎平[13]
- 五藤勇[14]